# Chavdar Yankov
Chavdar Yankov (bulgare : Чавдар Янков) est un footballeur international bulgare né le 29 mars 1984. Il évolue actuellement au poste de milieu de terrain pour le club du Slavia Sofia.

## Palmarès
Vierge